# Pietro Saulini Patrizi

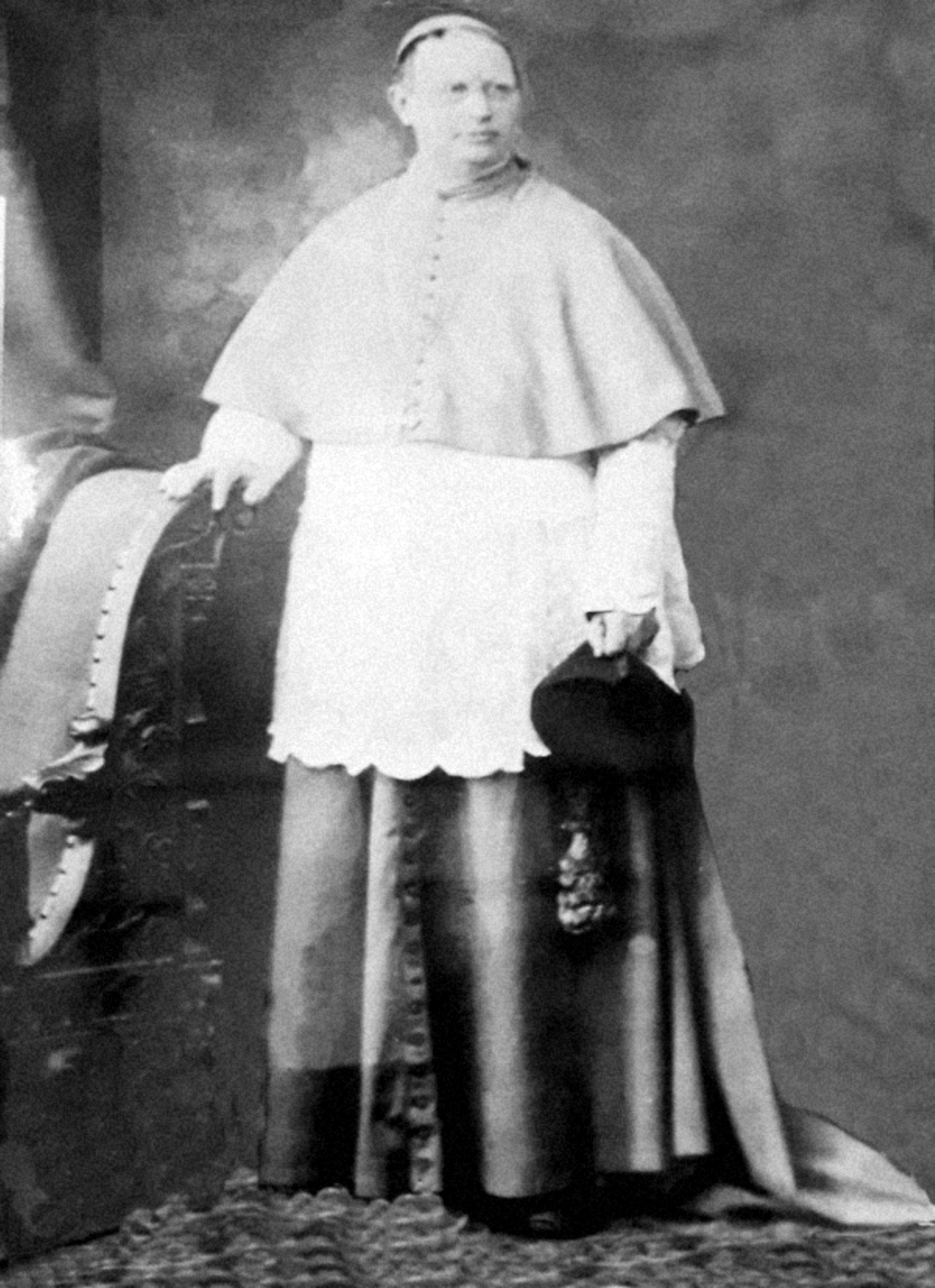
Mons. Pietro Saulini Patrizi in abito corale con mozzetta, talare paonazza e rocchetto

Giuseppe Pietro Benedetto Saulini (Civitella, 20 marzo 1825 – Alatri, 26 maggio 1887) è stato un vescovo cattolico italiano.

## Biografia
Pietro Saulini era figlio di Pasquale Saulini e Maria Patrizi di Civitella, oggi Bellegra. I Saulini ed i Patrizi erano due prospere e devote famiglie dell'abbazia sublacense, questi ultimi, oltretutto, avevano una tradizione di ecclesiastici sia presso l'abbazia territoriale di Subiaco che presso la Curia Romana.
Pietro Saulini studiò al Seminario di Subiaco, nel quale venne ordinato presbitero nel 1848.
A Roma, nel 1853, ricevette la laurea ad honorem in Sacra Teologia nell'Accademia Teologica dell'Università romana e nel 1854 conseguì la laurea in utroque iure nella medesima università. Nel dicembre del 1855 il vescovo di Veroli gli assegnò l'incarico di vicario generale e docente di istituzioni civili, canoniche e criminali nel seminario diocesano. Nel 1860 fu iscritto nell'albo degli avvocati della Sacra Rota e nel 1863 papa Pio IX gli conferì il titolo di cameriere segreto soprannumerario di Sua Santità.

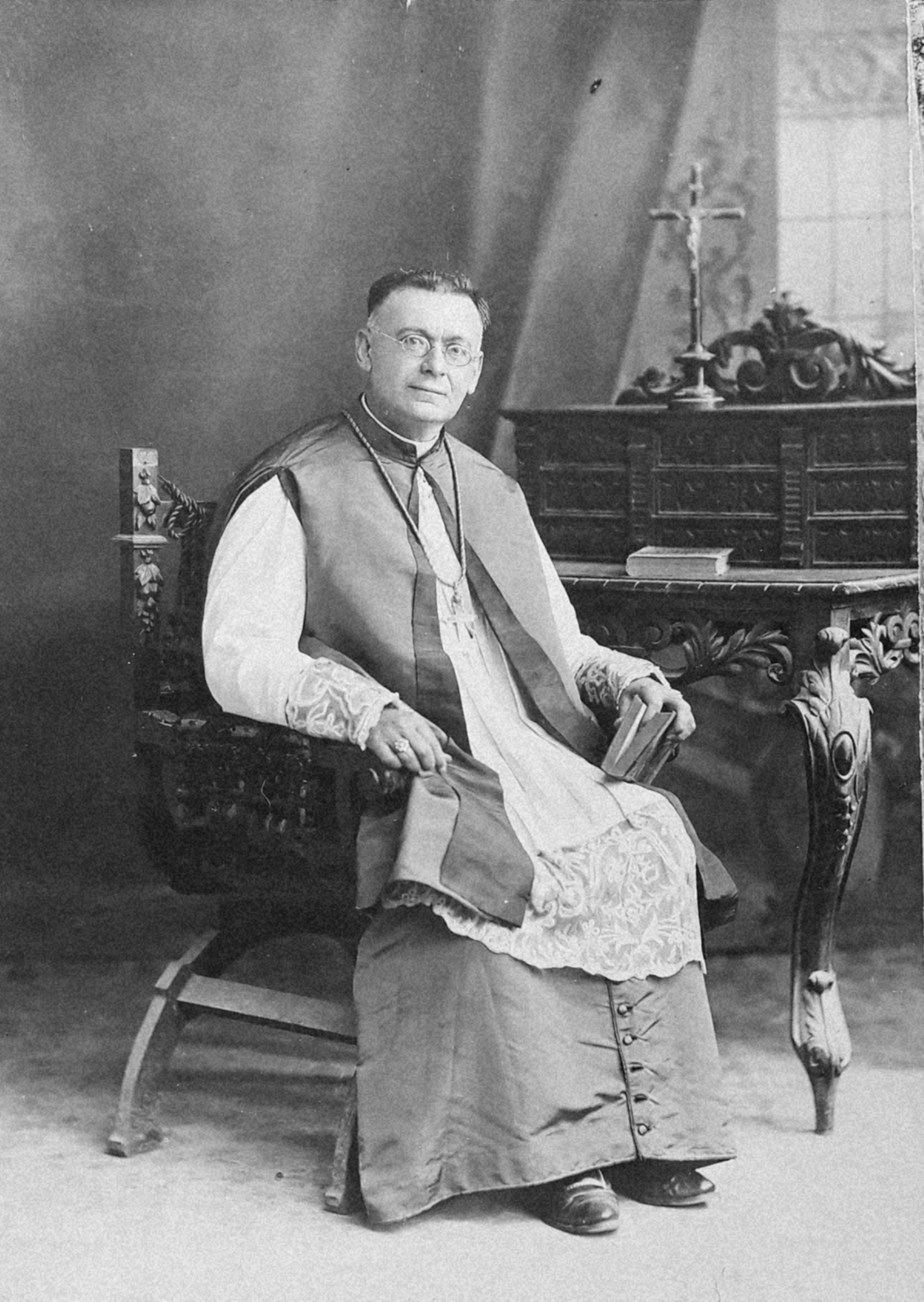
Mons. Pietro Saulini Patrizi vescovo titolare di Roso con la sola mantelletta

Il 26 giugno 1876 lo stesso Pio IX lo nominò vescovo titolare di Roso e ausiliare di Tivoli, mentre il vescovo diocesano era mons. Carlo Gigli.

Il 28 febbraio 1879 divenne vescovo di Alatri. Nel 1880 attuò la riforma del seminario diocesano, dal quale estromise i gesuiti. Morì improvvisamente nel 1887 ed è sepolto nella cappella dei canonici nel cimitero di Alatri.

## Araldica
Lo stemma episcopale di Mons. Pietro Saulini riprende lo stemma di famiglia con alcune modifiche. Troncato, nel primo sono raffigurate tre stelle a sei punte, una cometa ed una luna crescente, simboli di aspirazione, sviluppo e fortezza nelle avversità; nel secondo, sono inseriti tre gigli. Lo scudo è timbrato da un galero a dodici nappe ed accollato ad una croce astile, entrambi insegne del rango episcopale.
Blasonatura: arma: troncato nel 1º di azzurro a tre stelle a sei punte di argento poste in banda, sormontate alla destra da una cometa di argento a sei punte ed una coda e alla sinistra da una mezzaluna crescente di argento; nel 2º di rosso a tre gigli di Francia male ordinati. Lo scudo è accollato ad una croce astile semplice, e timbrato da un cappello prelatizio a sei nappe per lato (1.2.3) il tutto di verde.

## Genealogia episcopale
La genealogia episcopale è:
- Cardinale Scipione Rebiba
- Cardinale Giulio Antonio Santori
- Cardinale Girolamo Bernerio, O.P.
- Arcivescovo Galeazzo Sanvitale
- Cardinale Ludovico Ludovisi
- Cardinale Luigi Caetani
- Cardinale Ulderico Carpegna
- Cardinale Paluzzo Paluzzi Altieri degli Albertoni
- Papa Benedetto XIII
- Papa Benedetto XIV
- Cardinale Enrico Enriquez
- Arcivescovo Manuel Quintano Bonifaz
- Cardinale Buenaventura Córdoba Espinosa de la Cerda
- Cardinale Giuseppe Maria Doria Pamphilj
- Papa Pio VIII
- Papa Pio IX
- Cardinale Raffaele Monaco La Valletta
- Vescovo Pietro Saulini Patrizi